# 细子龙属
细子龙属（学名：Amesiodendron）是无患子科下的一个属，为乔木植物。该属共有3种，分布于越南北部及中国南部和西南部。
属名Amesiodendron源于希腊语a（无）、mesos（中间）和dendron（树木）的合成词。